# Zdravitsa
 (janvier 2021).
 (janvier 2021).
Si vous disposez d'ouvrages ou d'articles de référence ou si vous connaissez des sites web de qualité traitant du thème abordé ici, merci de compléter l'article en donnant les références utiles à sa vérifiabilité et en les liant à la section « Notes et références ».
Zdravitsa, op. 85, (en russe : « Une tartine ! ») est une cantate écrite par Sergueï Prokofiev en 1939, pour célébrer le 60e anniversaire de Staline. Son titre se traduit parfois par Hail to Stalin en anglais (« gloire à Staline »). Sa représentation dure en moyenne treize minutes. 

## Contexte
Après le retour de Prokofiev en Union soviétique, le compositeur, alors considéré suspect aux yeux du régime stalinien, est placé sous surveillance. De nombreux artistes soviétiques avaient déjà été arrêtés ou même exécutés pour avoir écrit des œuvres jugées trop « formalistes » par les responsables soviétiques. Lorsque Prokofiev a collaboré avec le metteur en scène Vsevolod Meyerhold pour son opéra Semyon Kotko, la création de l'opéra a été reportée en raison de l'arrestation de Meyerhold le 20 juin 1939, qui est exécuté un peu plus tard le 2 février 1940. En octobre 1939, Prokofiev est invité à écrire Zdravitsa pour les célébrations imminentes du 60e anniversaire de Staline, le 21 décembre.    
Il a longtemps été ignoré que Lina, l'ex-femme de Prokofiev, ainsi que leurs deux enfants, étaient retenus otages en Sibérie, comme une forme de garantie de la coopération du compositeur.

## Analyse
Simon Morrison note que « en contraste explicite avec la réalité de l'incarcération de masse, de la famine et de l'exécution, Zdravitsa et des œuvres de propagande similaires offrent des images bénignes de récoltes flamboyantes et de travail harmonieux ». La cantate s'ouvre avec un motif de soupir sur les trompettes, après quoi les cordes jouent une mélodie expansive et fluide en do majeur. Le chœur entre soudainement et la musique prend de la vitesse. Le chœur glisse de manière effrontée dans des touches distantes de temps en temps, mais le langage harmonique ne contient rien de trop « peu orthodoxe » qui aurait pu être un anathème pour les restrictions musicales soviétiques. Des sections de staccato plus rapides continuent d'alterner avec des sections à écoulement plus lent. 
L'avant-dernière section présente un intérêt particulier, où le chœur monte et descend une gamme en do majeur (s'étendant sur plus de deux octaves), un peu comme un enfant pratiquant des gammes de piano : le journaliste britannique Alexander Werth (auteur de Musical Uproar à Moscou ), « se demanda si Prokofiev n'avait pas seulement le bout de sa langue dans sa joue alors qu'il faisait chanter les bons airs du kolkhoze, simples, et en do majeur, de haut en bas, de haut en bas, de haut en bas. . . ». L'orchestre propose une alternance de notes de pédales en la bémol et sol. La cantate se termine par un Do majeur flamboyant, clé préférée de Prokofiev (cf. Concerto pour piano n ° 3, Ouverture Russe et Symphonie n° 4 ), tandis que le chœur chante: « Vous êtes la bannière qui vole de notre puissante forteresse! Tu es la flamme qui réchauffe notre esprit et notre sang, ô Staline, Staline! ».
Sviatoslav Richter, dans le documentaire de Bruno Monsaingeon, critique un Prokofiev quelque peu « brutal » pour avoir travaillé sur commission « sans principes » et considère Zdravitsa injouable aujourd'hui en raison de son sujet, mais, néanmoins, « un travail absolu de génie ».  

## Représentations
La cantate a été créée le 21 décembre 1939 à Moscou sous la direction de Nikolaï Golovanov. Elle fut diffusée deux fois en 1952. Après la déstalinisation, le texte, comme beaucoup d'autres, a été réécrit pour supprimer les références à Staline (désormais partiellement déshonoré). Dans les éditions de 1970 et 1984, l'œuvre devient fait des éloges au Parti communiste de l'Union soviétique.  

## Texte et traduction
(octobre 2024).
Le contenu est difficilement compréhensible vu les erreurs de traduction, qui sont peut-être dues à l'utilisation d'un logiciel de traduction automatique.
| Никогда так не было поле зелено. Небывалой радости всё село полно. Никогда нам не была жизнь так весела. Никогда досель у нас, рожь так не цвела. Но иному светит нам солнце на земле. Знать оно у Сталина побыло в Кремле. Я, пою, качая сына на своих руках: "Ты расти, как колосочек в синих васильках. Сталин будет первым словом на твоих губах. Ты поймешь, откуда льётся этот яркий свет. Ты в тетрадке нарисуешь Сталинский портрет. Ой, бела в садочках вишня, как туман бела. Жизнь моя весенней вишней нынче расцвела! Ой, горит-играет солнце в светлых каплях рос. Этот свет, тепло и солнце Сталин нам принес. Знай, сынок мой ненаглядный, что его тепло Через боры, через горы до тебя дошло. Ой, бела, бела в садочках вишня, как туман бела, Жизнь у нас весенней вишней расцвела!" Если б молодость да снова вернулась, Если б Кокшага-река на север побежала, Если бы глаза мои блистали, как в семнадцать лет, Если б щёки розовели, как яблоко спелое, Я бы съездила в Москву, город большой. Я сказала бы большое спасибо Иосифу Сталину. Он всё слышит-видит, слышит-видит как живёт народ, Как живёт народ, работает. За хороший труд, за труд хороший награждает всех. Он в Москву к себе, в Москву к себе приглашает тех Он встречает ласково, говорит со всеми Говорит со всеми, весело, ласково, ой! Он всё слышит-видит, слышит-видит как живёт народ, Как живёт народ, работает. За хороший труд, за труд хороший награждает всех. Он гостей проводит в светлы горницы. Он садит за столики, за дубовые - порасспросит всё, да порасспросит-поразведает. Как работают, чем нуждаются? Ой, не наша ли земля да раскрасавица Как работает чем нуждается? Сам даёт советы мудрые. Он всё слышит-видит, слышит-видит, как живёт народ. За хороший труд, за труд хороший награждает всех. Он в Москву к себе, в Москву к себе приглашает тех. Он встречает всех очень весело, Он встречает всех очень ласково, Мудрые советы сам даёт. Ой, вчера мы песни, песни, да гуляли! То не русую мы косу пропивали, То не замуж мы Аксинью выдавали - В гости к Сталину Аксинью провожали. В Москву-город провожали мы в столицу, Как невесту наряжали - молодицу. Выходила свет - Аксинья за ворота; Хороша собой, красива, в новых ботах. За околицу Аксинью провожали мы, С нею Сталину привет посылали мы. Он всё слышит-видит, слышит-видит, как живёт народ, Как живёт народ, работает. За хороший труд, за труд хороший награждает всех. Много, Сталин, вынес ты невзгод И много муки принял за народ. За протест нас царь уничтожал. Женщин без мужей он оставлял. Ты открыл нам новые пути. За тобой нам радостно идти. Твои взоры — наши взоры, вождь родной! Твои думы — наши думы, до одной! Нашей крепости высокой — знамя ты! Мыслей наших, крови нашей — пламя ты, Сталин, Сталин! | Jamais auparavant Les champs furent si fertiles D'une joie imprécise, Le village est entier. Jamais auparavant pour nous La vie fut si joyeuse Jamais dans notre pays, Le seigle a autant fleuri. Maintenant, le soleil Brille sur la Terre. Bien sur le soleil Accompagnait Staline au Kremlin. Je chante, et allaite mon enfant Dans mes bras: "Tu vas grandir, comme une tige de blé, Entouré de bleuets. Et "Staline" sera le premier mot apparu Sur tes lèvres. Tu comprendras L'origine de cette lumière éclatante. Tu dessineras, dans ton carnet Une image de Staline Oh, le cerisier du jardin reflète la lumière Comme un brouillard blanc. Je m'épanouis Comme la fleur de cerisier au printemps! Oh, le soleil brille et danse Dans les somptueuses gouttes de rosée Cette lumière, cette chaleur et ce soleil Staline nous les a donné Regarde, mon enfant adoré Cette chaleur Dans les forêts, et à travers les montagnes Oh, blanche, brillante, dans les jardins Est cette cerise, blanche comme de la brume Notre vie a fleuri, comme la cerise! Si mes enfants revenaient soudainement, Si la rivière Kokshaga coulait soudainement vers le nord, Si mes yeux brillaient, Comme ils le faisaient quand j'avais dix-sept ans, Si mes joues devenaient roses, comme une pomme mûre, J'irais à Moscou, la grande ville Et je remercierai Joseph Staline. Il voit et entend tout, La manière dont le peuple vit, La manière dont il fonctionne. Il récompense tout le monde, Pour leur dure labeur. Il les invite, À le voir à Moscou. Il les accueille avec bienveillance, Il leur parle joyeusement, gentiment, oh! Il voit et entend tout, La manière dont le peuple vit, La manière dont il fonctionne. Il récompense tout le monde, Pour leur dure labeur. Il place ses invités dans les meilleures pièces, Il offre à tous de s'asseoir aux tables en chêne, Et leur demande tout et rien. Il veut savoir. Dans quelles conditions travaillent-ils ? De quoi ont-ils besoin ? Notre patrie n'est-elle pas la meilleure ? Et les autres, sont-ils heureux au travail ? De quoi ont-ils besoin ? En personne, il nous donne de sages conseils. Il voit et entend tout, La manière dont le peuple vit, La manière dont il fonctionne. Il récompense tout le monde, Pour leur effort. Il les invite, À le voir à Moscou. Il les accueille avec gentillesse, Il les accueille avec le sourire, En personne, il donne de sages conseils. Oh, hier, nous avons chanté et célébré ! Nous n'avons pas bu, car la tresse d'Aksinia Était attachée à son fiancé - Nous envoyâmes Aksinia visiter Staline Nous l'avons envoyé à Moscou, la capitale. Nous l'avons habillée comme une jeune mariée. Aksinia, notre lumière, est sortie par la porte Si belle, si magnifique, dans de nouvelles bottes. Nous l'avons escortée jusqu'à la fin du village. Avec elle, nous passons le salut à Staline. Il voit et entend tout, La manière dont le peuple vit, La manière dont il fonctionne. Il récompense tout le monde, Pour leurs efforts. Vous, Ô Staline, avez fait face à tellement de procès, Et pour le peuple vous avez tellement souffert, Quand nous nous sommes manifestés, le Tsar nous a écrasé, Faisant des veuves, Vous avez ouvert une nouvelle porte pour le peuple. Derrière vous, nous marchons avec joie. Votre vision est la nôtre, Ô petit père des peuples! Vos pensées sont nos pensées: indivisibles ! Vous êtes la bannière flottant sur notre grande forteresse, Vous êtes la flamme qui fait bouillir notre sang et notre esprit, Ô Staline, Staline ! |